# Carl Axel Arrhenius
Carl Axel Arrhenius (Stoccolma, 29 marzo 1757 – 20 novembre 1824) è stato un chimico e militare svedese, noto soprattutto per essere stato lo scopritore dell'ytterbite, il primo minerale di una terra rara.
Nato a Stoccolma, si interessò di mineralogia e chimica dopo l'incontro con Peter Jacob Hjelm al laboratorio della Swedish Royal Mint. Arrhenius era un tenente della Svea artilleriregemente con base a Vaxholm; prese parte alla campagna in Finlandia nel 1788. Durante il suo periodo a Vaxholm visitò anche la miniera di feldspati a Ytterby. Trovò un minerale nero che chiamò "itterbite" e lo mandò a Johan Gadolin all'Accademia reale di Turku (Åbo) per ulteriori analisi. Quel minerale fu la prima scoperta di terre rare nella storia.
Arrhenius è stato un membro della Royal Swedish Academy of War Sciences dal 1799 e dell'Accademia Reale Svedese delle Scienze dal 1817. Da non confondere con Svante Arrhenius, anch'egli chimico, del secolo successivo.